# Kombinationslag i olympiska sommarspelen 1896
I de tidiga olympiska spelen var det tillåtet för medlemmar i ett lag att vara från olika länder. Internationella Olympiska Kommittén grupperar ihop dessa lags resultat under beteckningen mixed team (kombinationslag), med landskoden ZZX. I de olympiska sommarspelen 1896 var samtliga tre par som fick medalj i dubbeln i tennis kombinerade lag från olika nationer (bronsmedaljörerna visserligen från två nationer inom Brittiska imperiet).

## Medaljer
| Medaljer | Deltagare                                                        | Gren           |
| -------- | ---------------------------------------------------------------- | -------------- |
| Guld     | John Pius Boland (Storbritannien) Friedrich Traun (Tyskland)     | Tennis, dubbel |
| Silver   | Dionysios Kasdaglis (Egypten) Demetrios Petrokokkinos (Grekland) | Tennis, dubbel |
| Brons    | Teddy Flack (Australien) George S. Robertson (Storbritannien)    | Tennis, dubbel |

## Fotnoter
1. ↑  Kasdaglis är listad som grek i IOK:s medaljdatabas för tennisens singel. Laget Kasdaglis och Petrokokkinos står som kombinationslag i databasen. Petrokokkinos, som inte vann någon individuell medalj, har inte någon nationalitet i IOK:s databas; alla källor som däremot anger någon nationalitet för Petrokokkinos, anger den som grekisk.  Kasdaglis, en grek som var bosatt i Alexandria, listas som egyptier i samma källor.